# Nhà nguyện nhỏ Riederstein

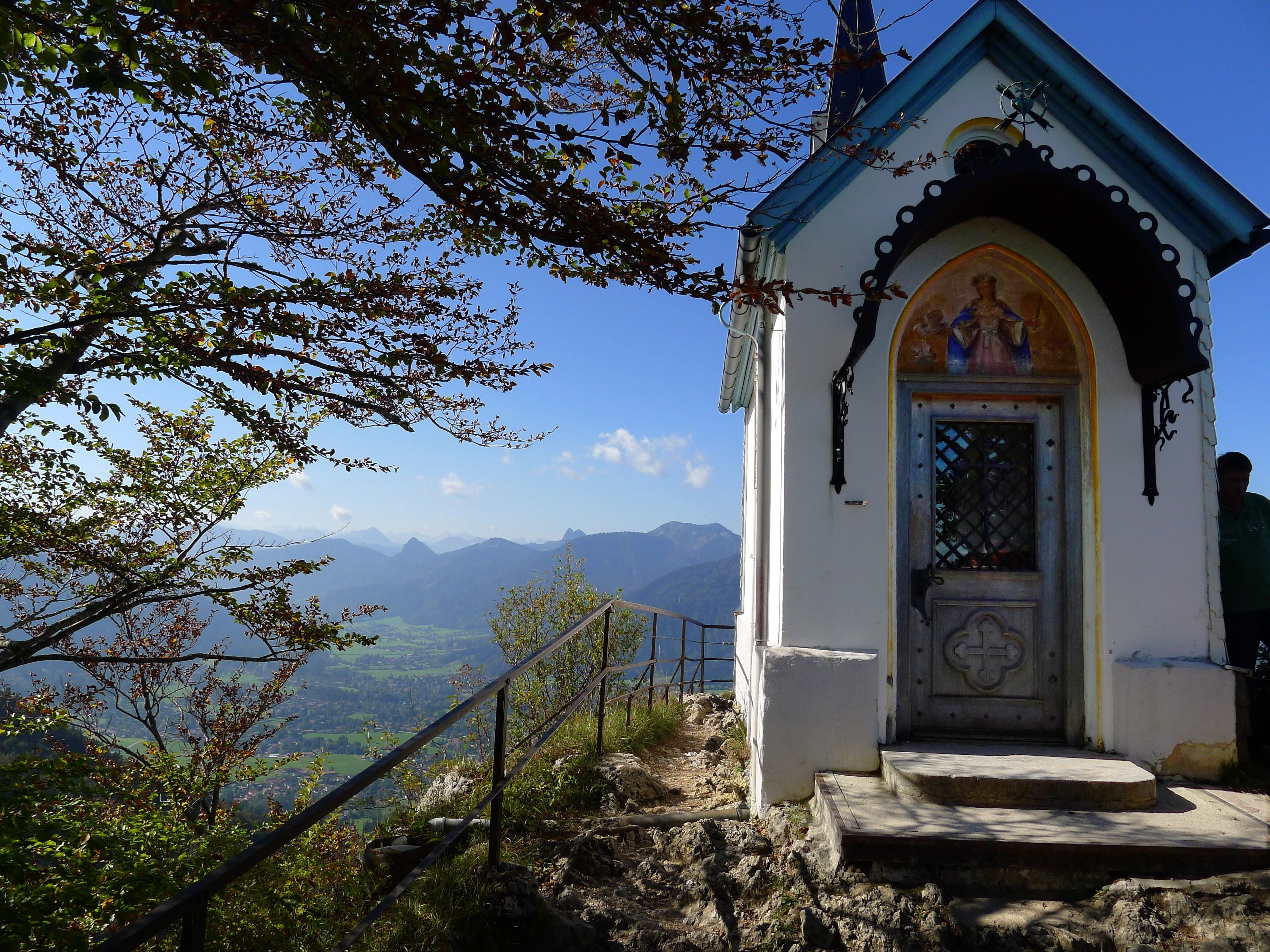
Nhà thờ nhỏ Riederstein nhìn xuống thung lũng sông Weissach

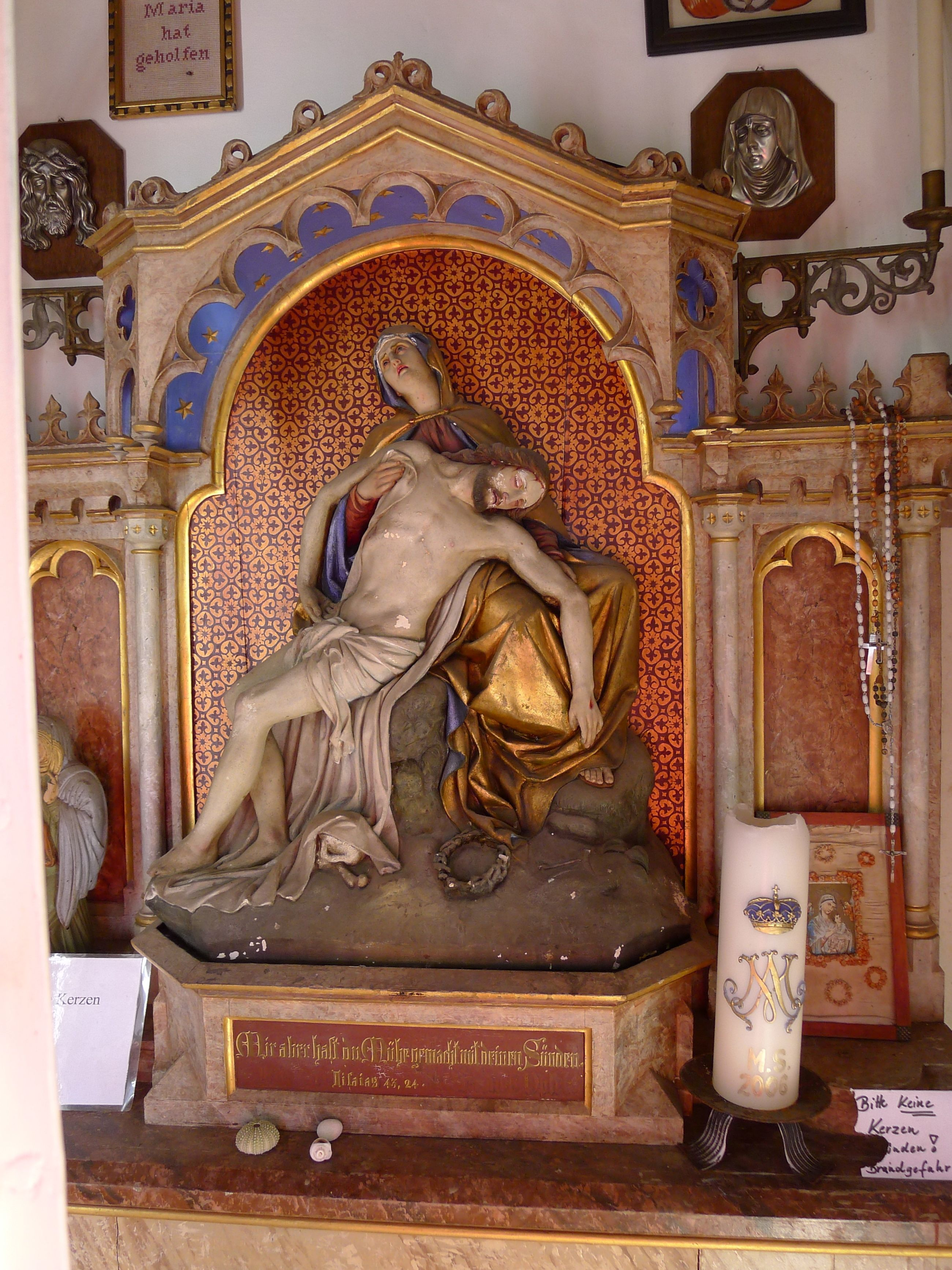
Tượng điêu khắc Maria và Jesus trong nhà thờ

Nhà nguyện nhỏ Riederstein là một nhà nguyện xây kiểu Gotic mới, nằm trên một ngọn núi đá Riederstein cao 1207 m gần Tegernsee. Ngọn núi đá này lú ra hầu như 150 m thẳng xuống điểm ngắm cảnh Galaun nằm bên hông của Baumgartenschneid. Từ nhà nguyện này người ta có thể nhìn suốt tới Tegernsee và thung lũng của sông Weissach.

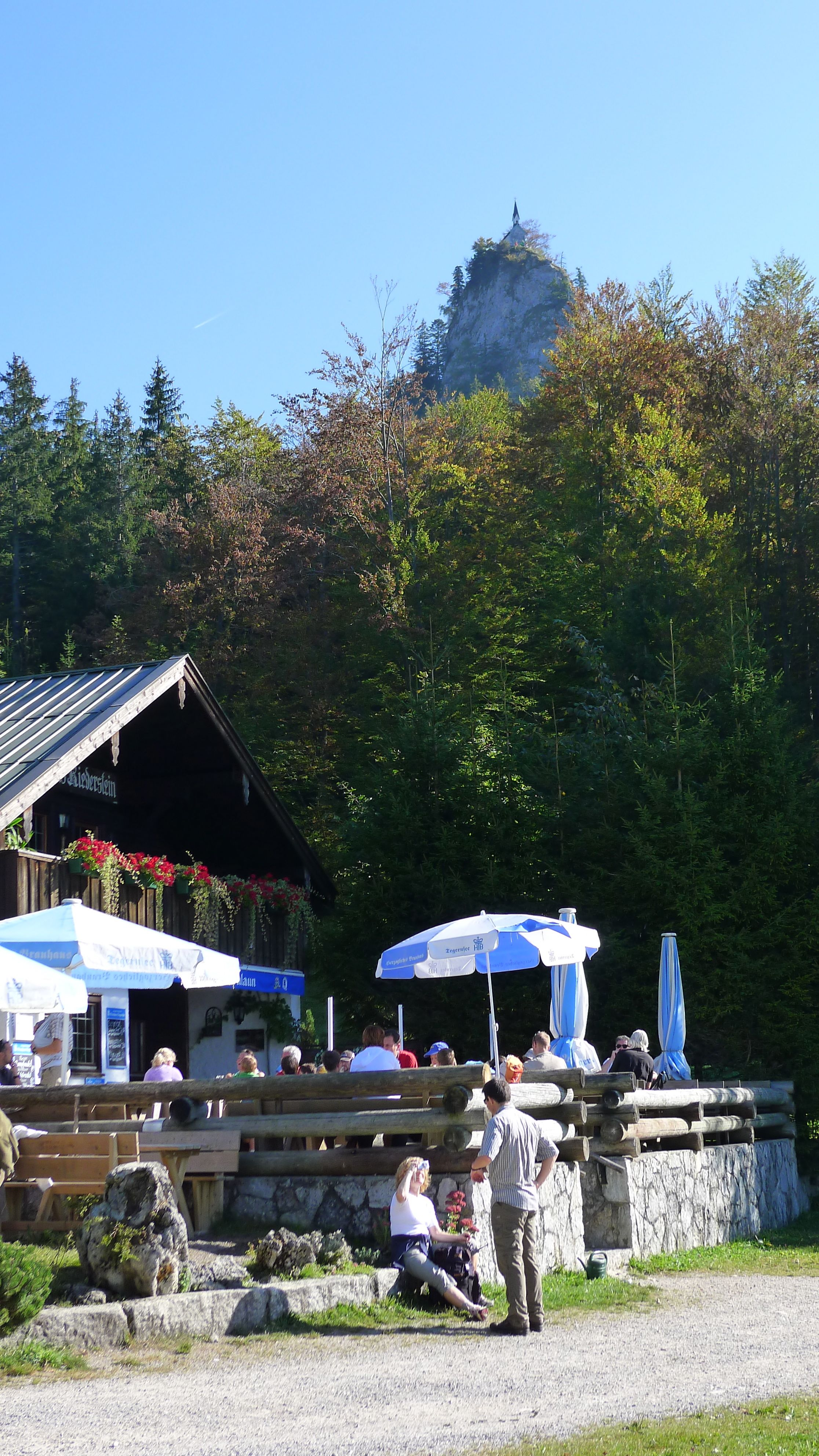
Nhà thờ nhỏ trên đỉnh ngọn núi đá nhìn từ quán ăn Riederstein tại Galaun

## Mô tả
Nhà nguyện này dài khoảng gần 5m và rộng chừng 2m đủ chỗ cho khoảng từ 10 tới 12 người. Sàn nhà thờ được lót cẩm thạch đỏ lấy từ Tegernsee. Trong phòng có sáu cái băng để quỳ.
Tượng điêu khắc đức mẹ và Jesus được tạo bởi 
Johann Wirth, một học trò của Joseph Schlotthauer, 

Từ Galaun có một con đường, phần lớn là các bực lên dốc, dẫn tới nhà thờ với 14 trạm với bảng vẽ theo kiểu nghệ thuật dân gian.

## Lịch sử xây cất
Theo một tấm bảng trong nhà nguyện một người làm việc cho lâu đài ở Tegernsee tên là Hupfauer vào năm 1841-42 đã xây một cách đơn sơ và mở rộng vào năm 1850-51. Tình trạng như hiện thời được hoàn thành vào năm 1863. Lúc đó một điền chủ ở Tegernsee tên là Altmann đã bỏ tiền cho việc xây cất, Joseph Schlotthauer đã tặng bàn thờ.

## Huyền thoại
Ở thung lũng Tegernsee nhà nguyện nhỏ này được xem như là một nhà nguyện để cảm ơn. Theo một huyền thoại trong vùng, một người đi săn đã chạm trán một con gấu tại ngọn núi đá này. Ông ta kịp thời bắn vào con gấu trước khi nó tấn công ông ta. Cả hai rớt xuống hố, nhưng người thợ săn đã sống sót nhờ rớt trên thân của con gấu này. Để tạ ơn, ông thề là sẽ xây dựng một nhà thờ ở đây.

## Sách báo
- Jürgen Heid: Kapellen und Bildstöcke im Tegernseer Tal. In: Hans Halmbacher (Hrsg.): Das Tegernseer Tal in historischen Bildern. Band 2. Fuchs-Druck, Hausham 1982, trang 548–568.